# Juravuixka
Juravuixka (Журавушка, en rus Una petita cigonya) és una pel·lícula soviètica rodada als estudis Mosfilm de Moscou el 1968 dirigida per Nikolai Moskalenko amb un guió basat en el relat breu de Mikhaïl Aleksèiev Khleb — imia suxestvitel'noe (El pa és un substantiu).

## Sinopsi
El marit de Marta (Ludmila Txursina), com molts durant la guerra, va anar al front i no va tornar. No només va patir els anys de la guerra, sinó que també va patir la postguerra. Malgrat un gran nombre de pretendents, Martha continua sent fidel al seu marit, que l'anomenava la cigonya.

## Repartiment
- Ludmila Txursina - Marfa
- Nonna Mordyukova - Glafira
- Tatyana Pelttser - Nastasia
- Rimma Markova - Avdotia
- Armen Dzhigarkhanyan - Stíxnoi
- Nikolai Gritsenko - Markelov
- Georgi Zhzhyonov - Pare Leonid
- Evgeniy Shutov - Zulia
- Aleksei Karpushkin - Serioja

## Premis
Ludmila Txursina va rebre la Conquilla de Plata a la millor actriu per aquest paper al Festival Internacional de Cinema de Sant Sebastià 1969.